# Ahndeich
Ahndeich (I und II) sind als Bauerschaften Ortsteile von Stollhamm in der Gemeinde Butjadingen im Landkreis Wesermarsch.

## Geschichte
Ahndeich gehörte zum Güterbesitz der Johanniterkommende Inte. Dieser Besitz wurde von Graf Anton I. von Oldenburg in der Reformationszeit 1531 eingezogen. Die Johanniterkommende wurde in der ersten Hälfte des 14. Jahrhunderts gegründet und hatte die Ansiedlung von Einwohnern zur Folge, die Subsistenzlandwirtschaft betrieben. Im Jahr 1898 wurde die Bauerschaft geteilt. Von 1625 bis 1884 gab es in Ahndeich eine Schule, anschließend besuchten die Kinder die Schule in Stollhamm.
Zur Bauerschaft Ahndeich gehören Kaserne, Stollhammerdeich, Inte, Burggroden, Gut Deichhof, Wehl, Pforte und Hünschen.

### Burggroden
Burggroden war eine vom Elsflether Weserzoll befreite adelige freie Hofstelle die 1715 erstmals genannt wurde. Die Befreiung vom Zoll war eine große Besonderheit.

### Kaserne
Der Bauernhof „Kaserne“ wurde während der oldenburgischen Franzosenzeit von 1811 bis 1813 von französischen Soldaten beschlagnahmt.

## Demographie
| Jahr | Einwohner              |
| ---- | ---------------------- |
| 1675 | 368                    |
| 1679 | 10 Kontributionszahler |
| 1735 | 252                    |
| 1747 | 307                    |
| 1750 | 282                    |
| 1786 | 315                    |
| 1802 | 274                    |
| 1816 | 398                    |
| 1855 | 401                    |
| 1895 | 570                    |
| 1925 | 532                    |
| 1950 | 792                    |
| 1961 | 453                    |
| 1970 | 526                    |

## Personen
- Karl Gottfried Böse (1828–1886), Verfasser geografischer Schriften